# Ботиновец
Ботиновец (до 1991. Ботиновец Иванечки) је насељено место у саставу општине Копривнички Иванец у Копривничко-крижевачкој жупанији, Република Хрватска.

## Историја
До територијалне реорганизације у Хрватској налазио се у саставу старе општине Копривница.

## Становништво
На попису становништва 2011. године, Ботиновец је имао 176 становника.

## Попис1991.
На попису становништва 1991. године, насељено место Ботиновец Иванечки је имало 213 становника, следећег националног састава:
| Попис 1991.‍ | Попис 1991.‍ | Попис 1991.‍ | Попис 1991.‍ | Попис 1991.‍ |
| ----------- | ----------- | ----------- | ----------- | ----------- |
|             |             |             |             |             |
| Хрвати      | Хрвати      |             | 212         | 99,53%      |
| Словенци    | Словенци    |             | 1           | 0,46%       |
| укупно: 213 |             |             |             |             |